# NGC 7247
NGC 7247 ist eine Balkenspiralgalaxie vom Hubble-Typ SABb im Sternbild Aquarius auf der Ekliptik. Sie ist schätzungsweise 113 Millionen Lichtjahre von der Milchstraße entfernt.
Das Objekt wurde im Jahre 1886 von Francis Leavenworth entdeckt.